# Aṃśa
Aṃśa (devanagari: अंश) o Anśa è una divinità vedica, citata nel Rigveda come uno degli Aditya, le sette (in seguito dodici) divinità solari figlie di Kaśyapa e Aditi.
Il suo nome significa "porzione" o "condivisione". Secondo l'indologo Jan Filipský, rappresenta il bottino di guerra, e in particolare la ripartizione destinata ai sacrifici dedicati agli dèi e ai sovrani.
Il nome Anśa è talvolta anche un epiteto del dio solare Sūrya, nel mito secondo cui il divino artigiano Vishvakarman ridusse il disco solare in otto parti, in modo che la moglie di Sūrya, Saranyū, potesse sopportarne la luminosità.